# Mobile VoIP
Mobile VoIP (mVoIP), мобильная IP-телефония — приложение сервиса VoIP, используемое на мобильных устройствах, таких как смартфоны, коммуникаторы, КПК или обычные мобильные телефоны, способные взаимодействовать с IP-сетями.
Основные возможности мобильной IP-телефонии — передача текстовых сообщений, групповой чат, голосовое и видеообщение, конференции.
В качестве транспортной сети сервисов mobile Voip всегда используется беспроводной интернет посредством Wi-Fi, EDGE или 3G, LTE (5G). В основе сервисов и приложений для мобильной IP-телефонии, чаще всего лежат такие открытые протоколы, как XMPP/Jingle, SIP и RTP/RTCP, работающие поверх основного протокола в сети Интернет.
Основные причины популярности — более дешёвая (по сравнению с услугами компаний — мобильных операторов) или полностью бесплатная связь доступная по всему миру, где есть доступ в Интернет. Ввиду прямой конкуренции для своей деятельности операторы телефонной связи нередко пытаются блокировать возможность использования сервисов мобильной IP-телефонии (см. пример попытки запрета Skype), либо повлиять на качество их работы в своих сетях, запрещая или ограничивая протоколы SIP и RTP. Другие операторы наоборот развивают услуги mobile VoIP (см. примеры ЗАО МТТ и ЗебраТелеком выше). Для компаний, желающих организовать услуги мобильной IP-телефонии для своих пользователей и клиентов, существует достаточно известное решение РТУ и РТУ-клиент.
Совмещение услуг и технологий передачи текстовых сообщений, голосовых и видео-вызовов в одном клиентском приложении получили название «унифицированные коммуникации» (англ. Unified communications, UC).
Большинство разработчиков стремятся сделать программные клиенты для своих сервисов Mobile VoIP кроссплатформенными, в результате чего разрабатываются версии приложений для популярных платформ Apple iOS (iPhone / iPad), Android. Чуть менее распространены версии приложений для BlackBerry, Windows Phone, Bada, Symbian. В то же время существуют варианты программных клиентов для настольных ПК. Кроме официальных программных клиентов существует масса других, как платных проприетарных, так и бесплатных, в том числе с открытым исходным кодом, которые поддерживают открытые сетевые протоколы IP-телефонии, такие как SIP и RTP/RTCP. Среди них — 3CX Phone, Linphone, Jitsi, X-Lite, Phoner Lite, Bria 4 и множество других.